# Stan Lynch
Stanley Joseph „Stan“ Lynch (* 21. Mai 1955 in Cincinnati) ist ein Songschreiber und (Musik-)Produzent.
Von 1976 bis 1994 war er der Schlagzeuger der Band Tom Petty & the Heartbreakers.
1994 verließ er die Band wegen musikalischer Differenzen mit Tom Petty. Er ging zurück nach Florida und begann zusammen mit Don Henley das Comeback-Album der Eagles, Hell Freezes Over, zusammenzustellen. Er ging dann auch mit den Eagles auf Tour.
Seit 1995 arbeitet er auch mit Toto zusammen, beispielsweise hat er an einigen Tracks auf dem Album Tambu mitgeschrieben.
2002 stieß er wieder zu Tom Petty und den Heartbreakers, als sie in die Rock and Roll Hall of Fame aufgenommen wurden.
Zurzeit arbeitet er in St. Augustine, Florida, als Songschreiber und Produzent.
| Personendaten    | Personendaten                                |
| ---------------- | -------------------------------------------- |
| NAME             | Lynch, Stan                                  |
| ALTERNATIVNAMEN  | Lynch, Stanley Joseph (vollständiger Name)   |
| KURZBESCHREIBUNG | US-amerikanischer Musiker und Musikproduzent |
| GEBURTSDATUM     | 21. Mai 1955                                 |
| GEBURTSORT       | Cincinnati                                   |